# Alexandre Morozov
Ne doit pas être confondu avec Aleksandr Aleksandrovitch Morozov.
Alexandre Ivanovitch Morozov (en russe : Александр Иванович Морозов), né le 17 mai 1835 (29 mai dans le calendrier grégorien) à Saint-Pétersbourg et mort le 28 novembre 1904 (11 décembre dans le calendrier grégorien) dans la même ville, est un peintre russe spécialiste de scènes de genre qui fut membre de l'Académie impériale des beaux-arts et participa à la « révolte des Quatorze » menée par Kramskoï le 9 novembre 1863 puis enseigna à l'artel des artistes.

## Biographie

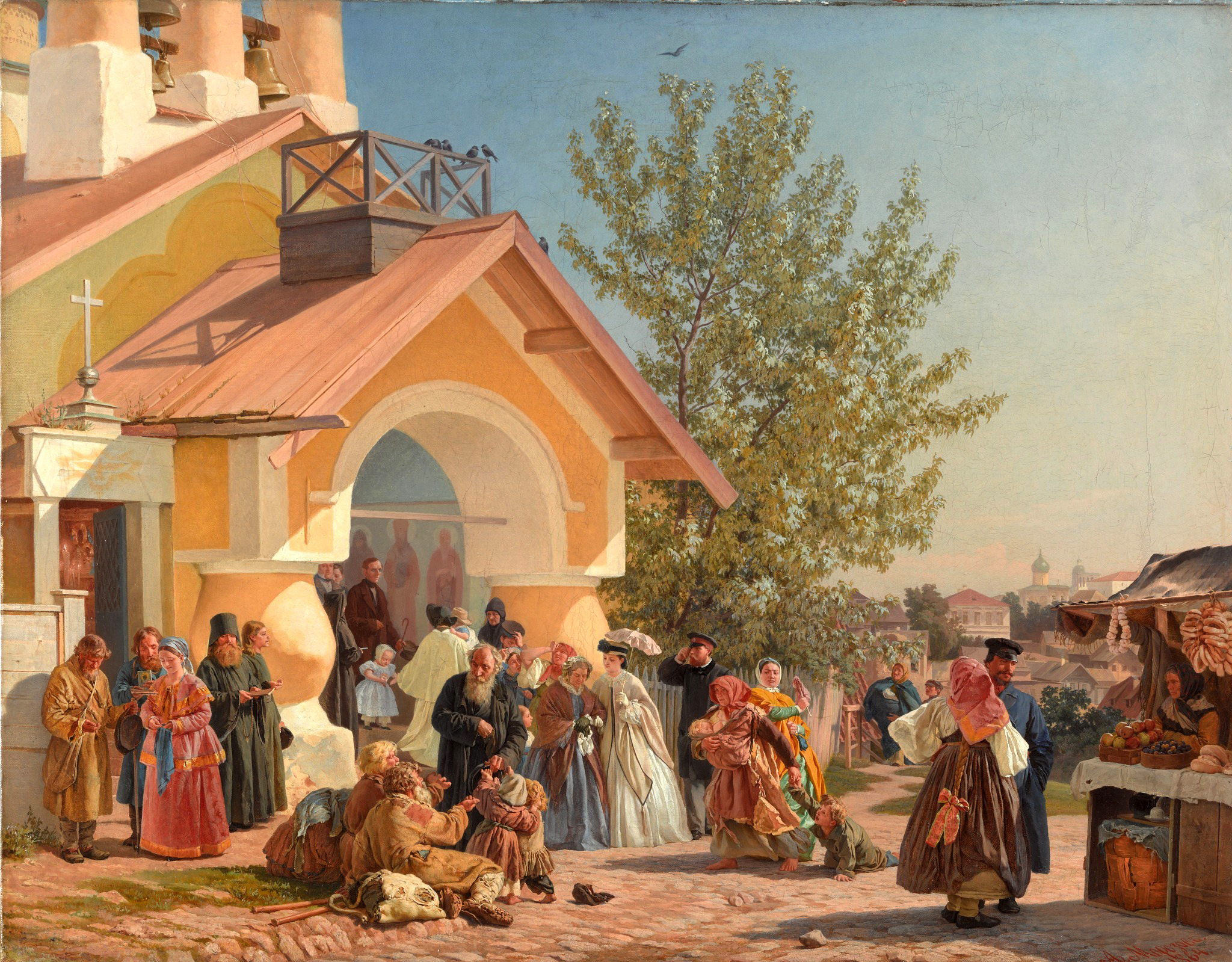
La Sortie d'une église de province (église Saint-Varlaam de Pskov, 1864), Galerie Tretiakov.

Morozov, fils de peintre, étudie à l'école de l'Académie impériale des beaux-arts de Saint-Pétersbourg à partir de 1851. Il reçoit une petite médaille d'or en 1861 pour son tableau Le Repos à la moisson. Il termine ses études académiques en 1863 et devient un an plus tard académicien grâce à son tableau La Sortie d'une église de province (représentant l'église Saint-Varlaam de Pskov), aujourd'hui à la galerie Tretiakov.
Mis à part ce tableau, ses œuvres les plus connues sont L'École gratuite de village (1872, galerie Tretiakov) et Après l'incendie (1888). L'attention du public se porte également sur ses portraits qu'il présente à des expositions de l'Académie, comme le portrait du jeune comte Apraxine[Lequel ?] et celui de Mme Kornilovitch. Il est également l'auteur d'œuvres religieuses.
Il enseigne quelque temps à la Société impériale d'encouragement des artistes de Saint-Pétersbourg.

## Illustrations

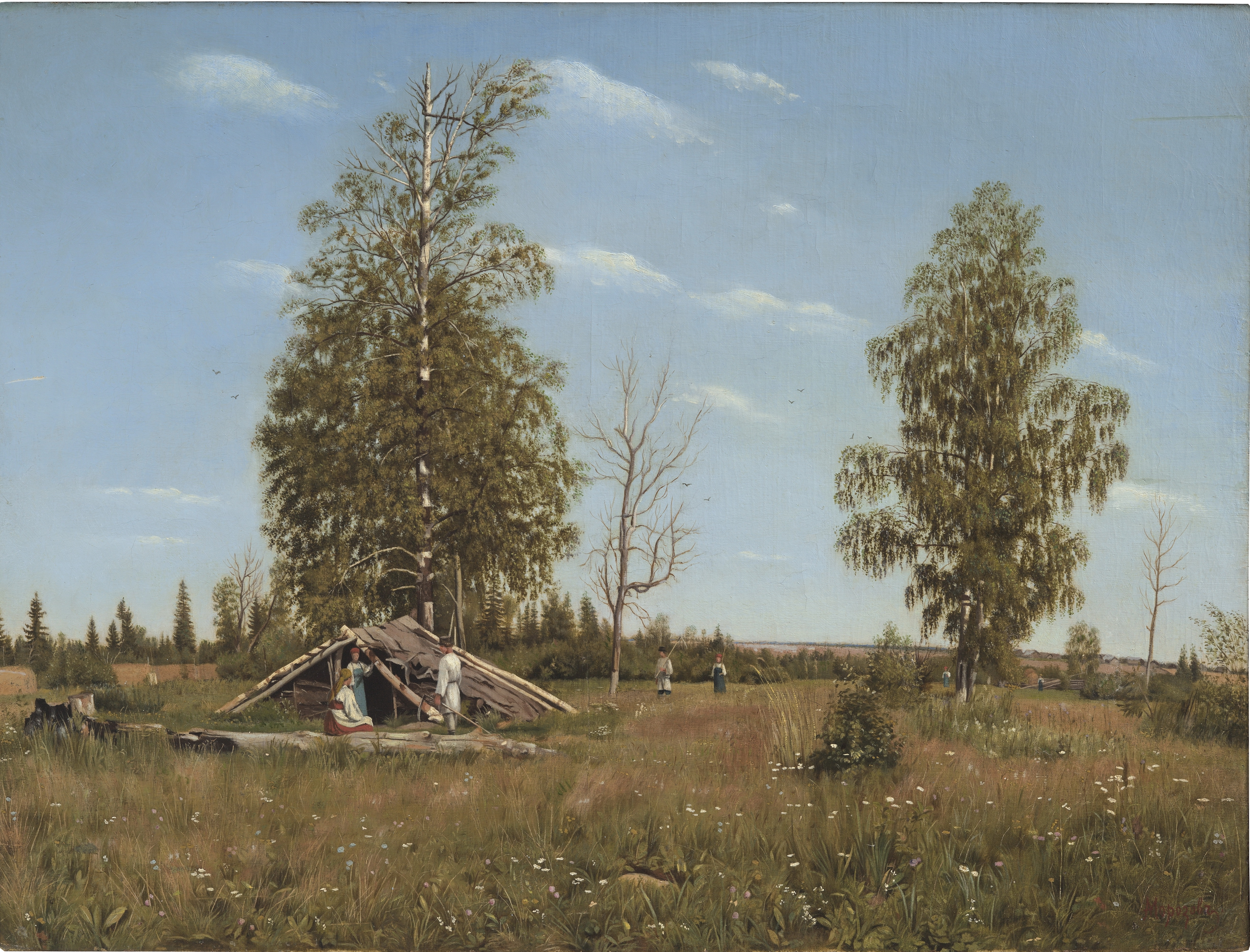
Le Repos à la moisson (1860), Musée Russe.
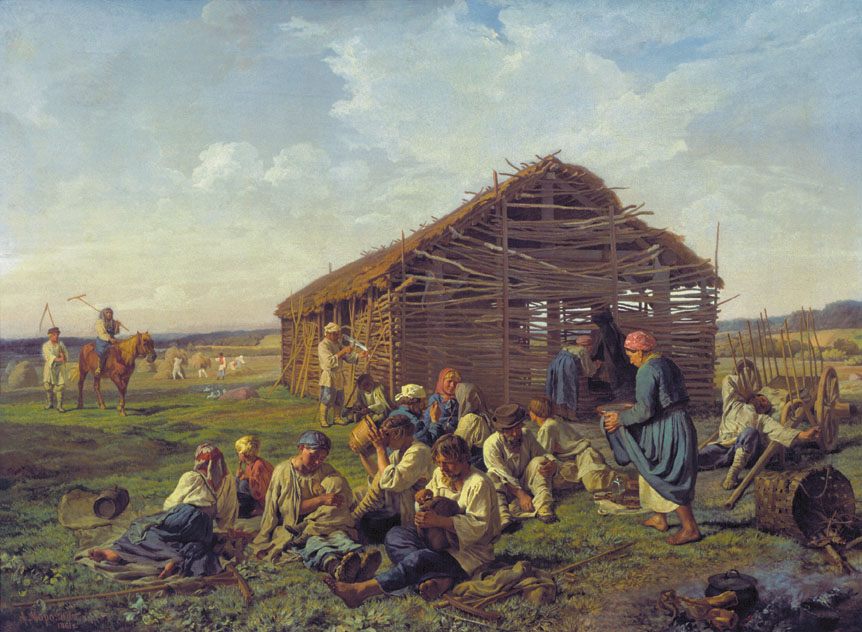
Le Repos à la moisson  (1861), galerie Tretiakov.
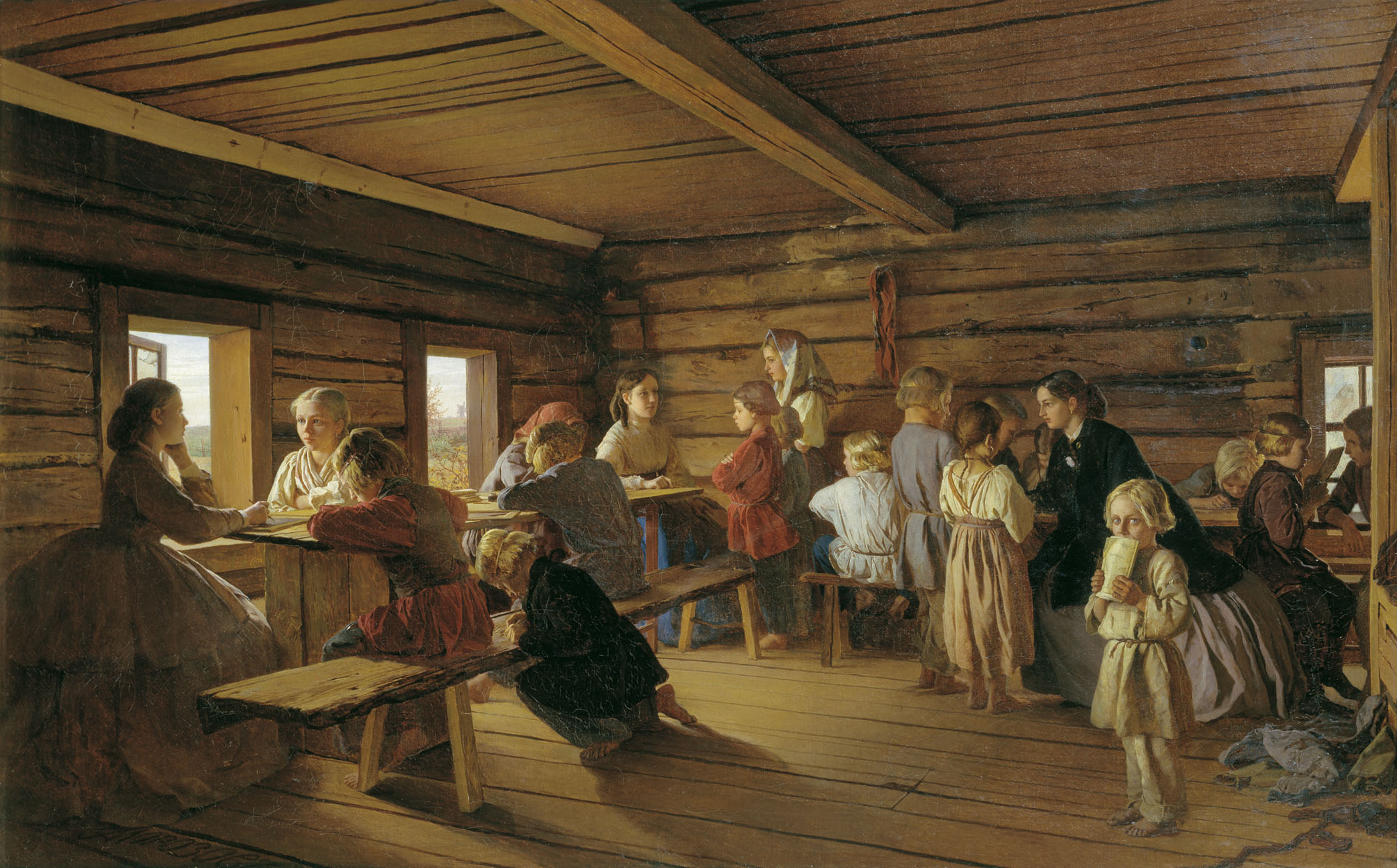
L'École gratuite de village (1865), galerie Tretiakov.
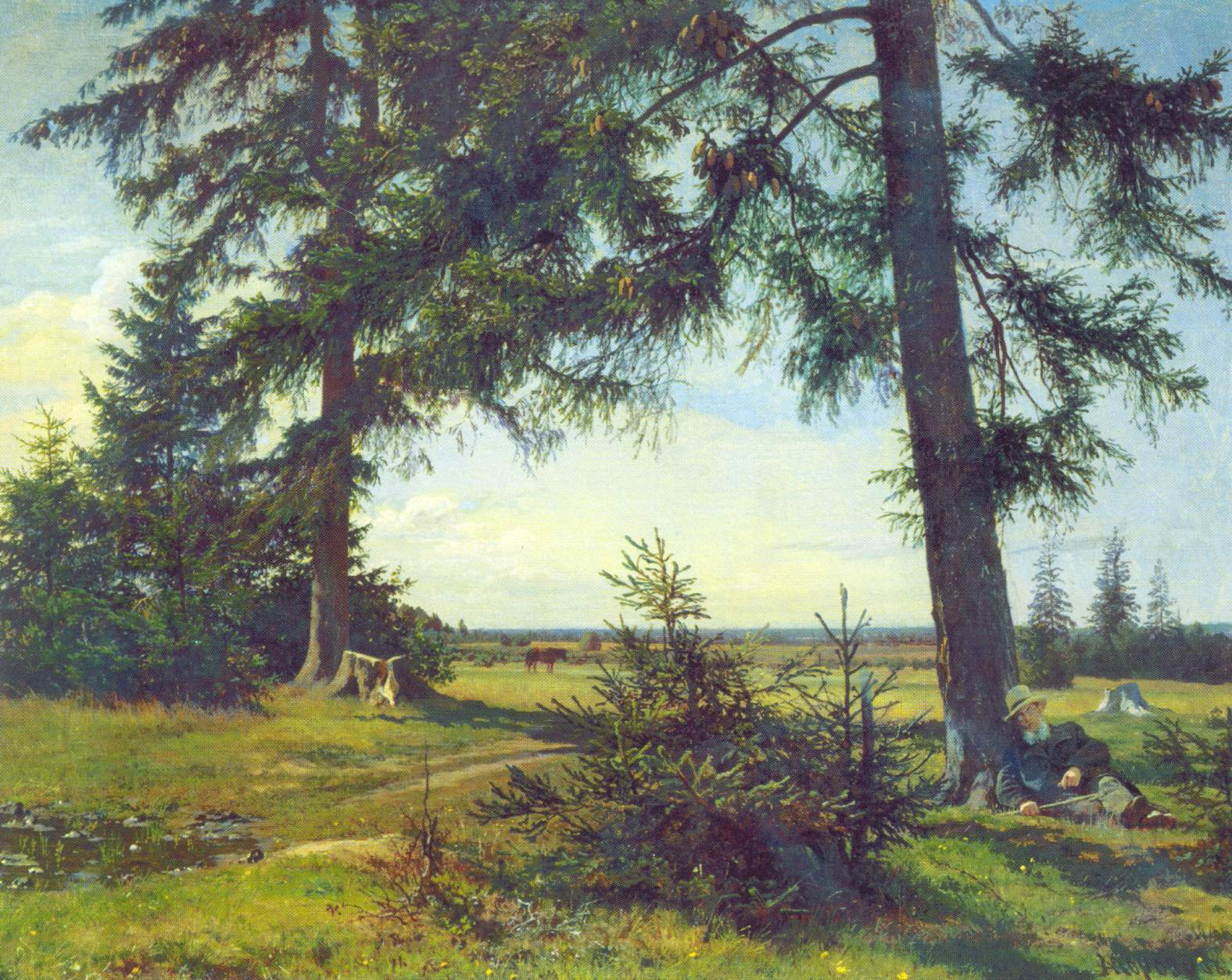
Journée d'été (1878), galerie Tretiakov.
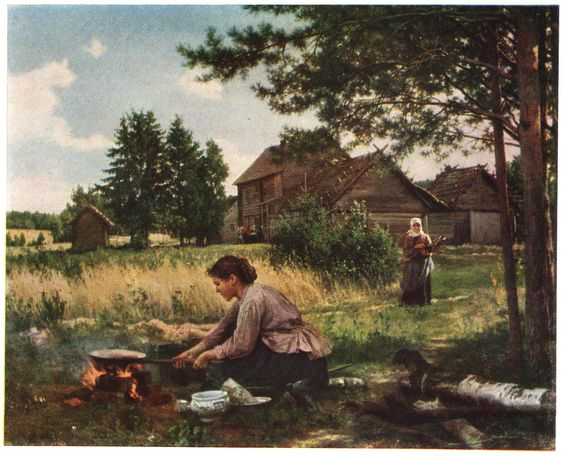
La Cuisson en plein air (vers 1900), Musée Russe.
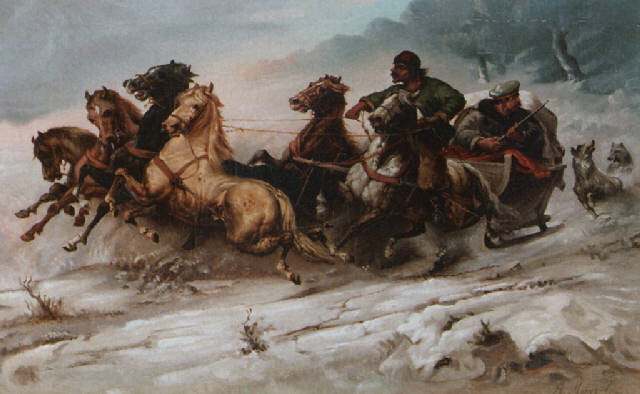
Troïka en hiver, collection privée.